# Flodder (televisieserie)

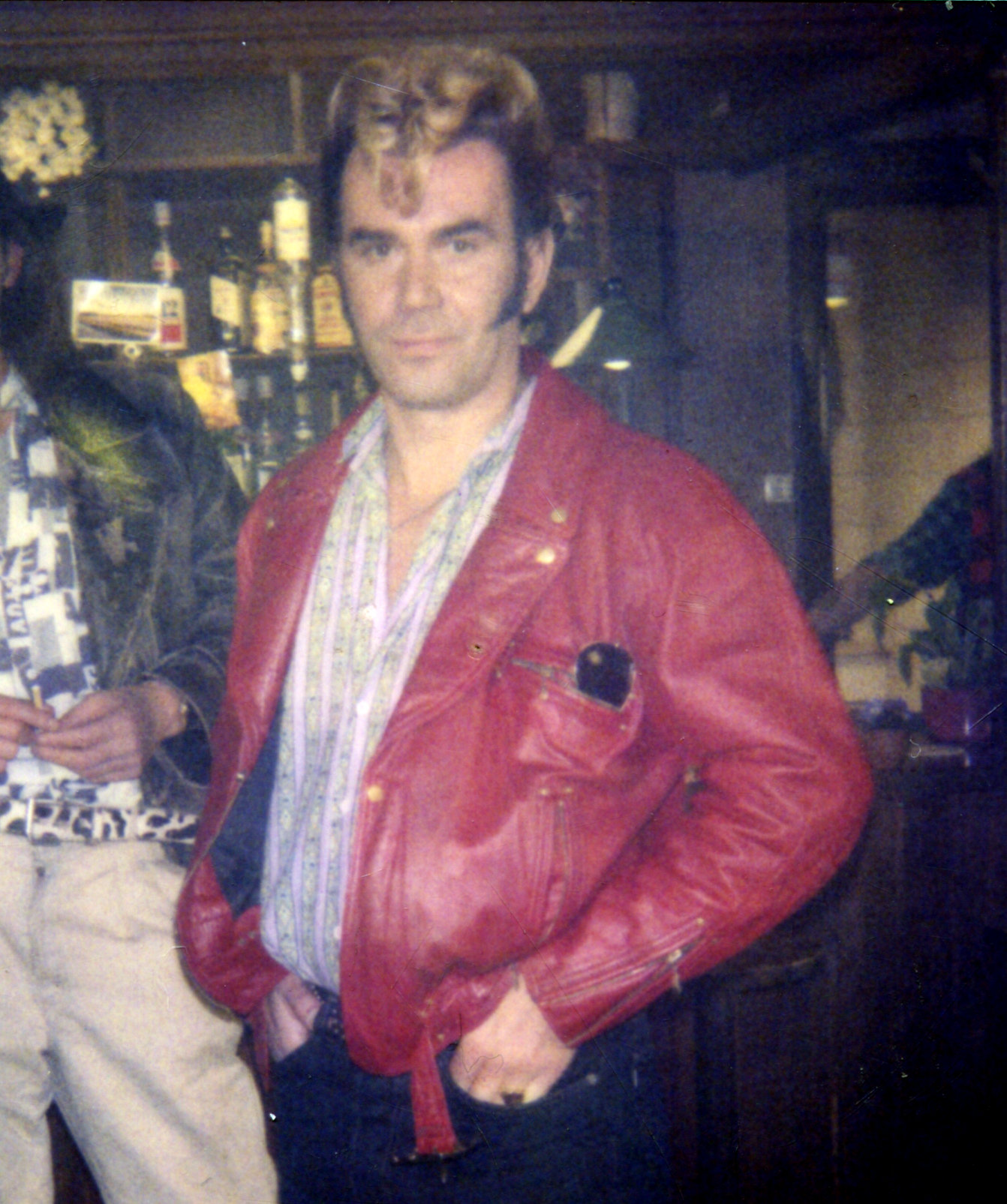
Johnnie Flodder, gespeeld door Coen van Vrijberghe de Coningh

Flodder is een Nederlandse komedieserie over het fictieve asociale gezin Flodder, die liep van 1993 tot en met 1999.
De reeks werd gemaakt naar aanleiding van de succesvolle films Flodder en Flodder in Amerika!, de verhalen staan echter los van deze films. Dick Maas, die de films regisseerde, regisseerde acht afleveringen. Samen met Wijo Koek was hij hoofdzakelijk verantwoordelijk voor de verhalen. Er zijn in totaal 62 afleveringen gemaakt verdeeld over vijf seizoenen.

## Achtergrond
Hoofdrolspelers uit de films Huub Stapel en René van 't Hof bedankten voor de serie. Voor de serie werd de fictieve wijk Zonnedael gebouwd bij de First Floor Factory in Almere. Het decor bestaat uit acht villa's compleet met oprijlanen, garages, gazons en brievenbussen. Het interieur van de villa van de familie Flodder is echter in de studio binnen. Alleen voor de aflevering Goed Gedrag is gefilmd in het Zuid-Limburgse  Sittard, de stad waar ook scènes uit de eerste film zijn opgenomen. Dit is de scène waar Johnnie, zoon Kees en dochter Kees rondrijden in de roze Chevrolet. 
Coen van Vrijberghe de Coningh en Stefan de Walle krijgen de rol van Johnnie en zoon Kees. Hoewel het personage Opa Flodder overlijdt in de eerste film, keert de rol terug in de televisieserie gespeeld door Herman Passchier. De originele acteur Jan Willem Hees is in 1989 overleden. In totaal is de eerste reeks door vijf verschillende regisseurs gemaakt. De televisieserie is behalve in Nederland met bijna 1,5 miljoen kijkers per aflevering, ook in België en Duitsland een groot succes. Een tweede en derde seizoen volgen.
Het derde seizoen bestaat uit slechts tien afleveringen, omdat als afsluiting de bioscoopfilm Flodder 3 (1995) is gemaakt.  Hierna werd Flodder opgevolgd door de televisieserie Westzijde Posse (1996-1997). Deze serie is echter minder succesvol.
Mede door het succes van de herhalingen van Flodder komt het verzoek van het inmiddels commerciële Veronica voor een doorstart van de televisieserie. Deze filmopnames zijn in 1997. Drie dagen na de laatste draaidag is Coen van Vrijberghe de Coningh plotseling overleden aan een hartstilstand.  In 1998 en 1999 zijn uiteindelijk het vierde en het vijfde seizoen uitgezonden door Veronica. In 2003 werd de volledige serie in tien delen op dvd uitgebracht.

## Rolverdeling
|  | Hoofdrol   |
|  | Bijrol     |
|  | Andere rol |
|  | Afwezig    |

| Ma Flodder                   | Nelly Frijda                   | 13 | 13 | 10 | 13 | 13 |
| Johnnie Flodder              | Coen van Vrijberghe de Coningh | 13 | 13 | 10 | 13 | 13 |
| Zoon Kees Flodder            | Stefan de Walle                | 13 | 13 | 10 | 13 | 13 |
| Dochter Kees Flodder         | Tatjana Šimić                  | 13 | 13 | 10 | 13 | 13 |
| Toet Flodder #1              | Mandy Negerman                 | 13 |    |    |    | 1  |
| Henkie Flodder 1             | Melle de Boer                  | 13 |    |    |    |    |
| Toet Flodder #2              | Scarlett Heuer                 |    | 13 | 8  |    |    |
| Henkie Flodder #2            | Sander Swart                   |    | 13 | 8  |    |    |
| Toet Flodder #3              | Djune-Ann van Asten            |    |    |    | 13 | 13 |
| Henkie Flodder #3            | Rogier van de Weerd            |    |    |    | 13 | 13 |
| Opa Flodder                  | Herman Passchier               | 13 | 13 | 9  | 12 | 12 |
| Jacques 'Sjakie' van Kooten  | Lou Landré                     | 11 | 9  | 6  | 9  | 3  |
| Whisky                       | Boef van de Vianahoeve         | 13 | 13 | 9  | 12 | 13 |
| Buurvrouw Tilly Neuteboom    | Lettie Oosthoek                | 6  | 8  | 5  | 3  | 3  |
| Buurman Ed Neuteboom         | Bert André                     | 6  | 7  | 4  | 2  | 2  |
| Kareltje                     | Miguel Stigter                 | 6  | 6  | 1  | 7  | 2  |
| Hennie                       | Laus Steenbeeke                |    | 3  | 4  | 6  | 11 |
| Wethouder                    | Edmond Classen                 | 5  | 2  | 2  | 2  | 1  |
| Buurvrouw Els van de Boogerd | Paula Majoor                   | 5  | 4  | 1  | 4  | 1  |
| Buurvrouw Jenny van Soest    | Lucie de Lange                 | 4  | 1  |    | 3  | 2  |
| Buurvrouw Liesbeth Vonk      | Marloes van den Heuvel         | 1  | 4  | 1  | 3  |    |
| Van Putten                   | Hans van Hechten               | 2  | 4  |    | 5  | 2  |
| Politieagente                | Petra van Hartskamp            | 2  | 1  | 1  | 1  |    |
| TV-reporter                  | Patty Pontier                  | 1  | 1  | 1  |    |    |
| Postbode                     | Frans van Oers                 | 2  | 2  | 2  |    |    |

- Whisky wordt vertolkt door Athos Blitz alias Boef van de Vianahoeve. in de aflevering De hondlanger was zijn stem - als gedachte - eenmalig te horen. Deze werd ingesproken door Coen van Vrijberghe de Coningh.
- Mandy Negerman speelde in de aflevering Rijles een kleine gastrol als leerlinge.

### Gastrollen
- Huub Stapel
- Horace Cohen
- Hans Beijer
- Porgy Franssen
- Paul van Soest
- Victor Reinier
- Ben Cramer
- Leontine Ruiters
- Cees Geel
- Wendy van Dijk
- Rik Hoogendoorn
- Edwin de Vries
- Serge-Henri Valcke
- Adriaan Olree
- Frans van Deursen
- Cynthia Abma
- Ferd Hugas
- Fred Butter
- Harry van Rijthoven
- Kees Coolen
- Jon van Eerd
- Joop van Zijl
- Ernst Daniël Smid
- Najib Amhali
- Ellen ten Damme
- Victor Löw
- Marian Mudder
- Sander de Heer
- Hans Leendertse
- Esther Roord
- Guus Dam
- Theo van Gogh
- Frédérique Huydts
- Roef Ragas
- Carol van Herwijnen
- Freek van Muiswinkel
- Bart de Graaff
- Jules Croiset
- Arthur Japin
- Just Meijer
- Michiel Romeyn
- Frits Lambrechts
- Rob van Hulst
- Ronald Beer
- Bob Fosko

## Afleveringen
Seizoen 1 (1993)
1. Korte metten
2. Soldaat Kees
3. Verkiezingen
4. Goud geld
5. Inbraak alarm
6. Blauw bloed
7. Latin Lover (deel 1)
8. Latin Lover (deel 2)
9. De verjaardag
10. Goed gedrag
11. Succes verzekerd
12. De vondeling
13. De mooiste dag van je leven

Seizoen 2 (1994)
1. De dubbelgangster
2. In de ring
3. De afrekening
4. Lopende zaken
5. Doodziek
6. De penvriend
7. Onder hypnose
8. Op heterdaad
9. Kees verliefd
10. Familie Klikspaan
11. Ontvoerd
12. Contact gestoord
13. Zalig uiteinde

Seizoen 3 (1995)
1. Klepto ma
2. Blufpoker
3. Op eigen benen
4. De promotie
5. De gave
6. De hondlanger
7. Computerkoorts
8. Van de wereld
9. Laatste eer
10. Heerlijk avondje

Seizoen 4 (1998)
1. Tatoeage
2. Vlees
3. Vormfouten
4. Laatste wens
5. Lijmpoging
6. Gijzeling
7. Vriezen en dooien
8. Gluren bij de buren
9. Videogeweld
10. Vindersloon
11. 1 april
12. Schijnvertoning
13. Huisarrest

Seizoen 5 (1998-1999)
1. Gifwolk
2. Rijles
3. Vrijdag de 13e
4. Bergplaats
5. Vossejacht
6. Egotrip
7. Huisbezoek
8. Sleutelfiguur
9. Medium raar
10. Breekpunt
11. Bijwerkingen
12. Inzet
13. Quarantaine

## Titelcredits
Bij de televisieafleveringen van de serie zijn aan het begin van iedere aflevering de titelcredits te zien. In deze titelcredits worden o.a. de titel, (belangrijkste) gastacteurs en de crew vermeld. Op de dvd's van de serie gebeurt dit echter niet. Enkel bij seizoen 4 is dit het geval, maar in die reeks bevat ook de aflevering 1 april geen titels. Ook heeft de intro van seizoen 3 op de dvd geen oorspronkelijke titels. Op de dvd is later tekst toegevoegd, die (buiten de kleuren) geen verhouding heeft met de juiste titels. Op televisie bevat enkel de aflevering Op eigen benen (seizoen 3) geen titels. De titels (van de afleveringen) in seizoen 1 en 2 zijn verdeeld over het hele scherm, die van seizoen 3, 4 en 5 staan enkel onder in beeld. Seizoen 4 en 5 hebben ook een ander lettertype dan de voorgaande reeksen.

## Trivia
- In februari 2016 werd Flodder door de lezers van Veronica Magazine uitgeroepen tot de beste Nederlandse tv-serie van de afgelopen 25 jaar.[4] Tatjana Šimić ging daarom nog één keer als dochter Kees op de cover.[5] Rogier van de Weerd was nog één keer als Henkie in hetzelfde magazine te zien in mei 2017.[6]
- Coen van Vrijberghe de Coningh zei in een aflevering van Veronica's Film & video dat hij weinig heeft gekeken naar hoe Huub Stapel de rol van Johnnie heeft neergezet. Hij wilde naar eigen zeggen geen kopie maken van die rol. Wel heeft hij stukjes van de eerste twee films gezien.[7]
- Johnny Kraaijkamp jr. en Victor Reinier hebben auditie gedaan voor de rol van Johnnie Flodder.